# Cycle du sommeil

Exemple d'hypnogramme montrant un cycle de sommeil (le premier de la nuit) du NREM au REM

Le cycle du sommeil est une oscillation entre les phases de sommeil lent et paradoxal (aussi appelé REM). On l'appelle parfois cycle ultradien, cycle sommeil-rêve ou cycle REM-NREM, pour le distinguer de l'alternance circadienne entre sommeil et éveil . Chez l'humain, ce cycle dure de 70 à 110 minutes (90 ± 20 minutes). Le sommeil des adultes et des nourrissons présente des fluctuations cycliques entre sommeil calme et sommeil actif. Ces fluctuations peuvent persister pendant l'éveil sous forme de cycles repos-activité, mais sont moins facilement discernables.

## Caractéristiques
L'électroencéphalographie (EEG) permet de visualiser la synchronisation des cycles de sommeil grâce à la distinction nette entre les ondes cérébrales observées pendant le sommeil paradoxal et le sommeil lent. L'activité des ondes delta, corrélée au sommeil lent profond, présente notamment des oscillations régulières tout au long d'une bonne nuit de sommeil. Les sécrétions de diverses hormones, dont la rénine, l'hormone de croissance et la prolactine, sont positivement corrélées à l'activité des ondes delta, tandis que la sécrétion de thyréostimuline est inversement corrélée. La variabilité de la fréquence cardiaque, dont on sait qu'elle augmente pendant le sommeil paradoxal, est également inversement corrélée aux oscillations des ondes delta sur un cycle d'environ 90 minutes.
Afin de déterminer à quel stade de sommeil se trouve le sujet endormi, l'électroencéphalographie est combinée à d'autres équipements. L'EMG ( électromyographie ) est une méthode essentielle pour distinguer les phases du sommeil : par exemple, une diminution du tonus musculaire est généralement caractéristique de la transition de l'éveil au sommeil. Pendant le sommeil paradoxal, on observe un état d'atonie musculaire (paralysie), entraînant une absence de signaux à l'EMG.
L'EOG (électrooculographie), la mesure du mouvement des yeux, est la troisième méthode utilisée dans la mesure de l'architecture du sommeil. Le sommeil paradoxal, comme son nom l'indique, est caractérisé par un schéma de mouvements oculaires rapides, visible et facilement identifiable grâce à l'EOG.
Les méthodes basées sur les paramètres cardiorespiratoires sont également efficaces dans l’analyse de l’architecture du sommeil lorsque associées aux autres mesures mentionnées ci-dessus (telles que l’électroencéphalographie, l’électrooculographie et l’électromyographie).
Les fonctions homéostatiques, notamment la thermorégulation, se produisent normalement pendant le sommeil lent, mais est absente pendant le sommeil paradoxal. Ainsi, pendant le sommeil paradoxal, la température corporelle a tendance à dévier de sa valeur moyenne, pour revenir à la normale pendant le sommeil lent. L'alternance entre les phases maintient donc la température corporelle dans une fourchette acceptable.
Chez l’homme, la transition entre le sommeil non paradoxal et le sommeil paradoxal est relativement abrupte, chez d’autres animaux, elle l’est moins.
Les chercheurs ont proposé différents modèles pour élucider le rythme, certes complexe, des processus électrochimiques qui entraînent l'alternance régulière de sommeil paradoxal et de sommeil lent. Les monoamines sont actives pendant le sommeil lent, mais pas pendant le sommeil paradoxal, tandis que l'acétylcholine est plus active pendant le sommeil paradoxal. Le modèle d'interaction réciproque proposé dans les années 1970 suggérait un échange cyclique entre ces deux systèmes. Des théories plus récentes, comme le modèle « flip-flop », proposé dans les années 2000, incluent le rôle régulateur d'un neurotransmetteur inhibiteur, l'acide gamma-aminobutyrique (GABA).

## Stades
La durée moyenne d'un cycle de sommeil chez l'homme adulte la plus communément admise est estimée à 90 minutes, selon les travaux de Nathaniel Kleitman au début des années 60. D'autres sources mentionnent une durée de 90 à 110 minutes ou de 80 à 120 minutes.

### Stade N1
Le stade N1 (stade 1 du sommeil lent) correspond à la somnolence ou à l'éveil avant de s'endormir. Les ondes cérébrales et l'activité musculaire commencent alors à diminuer. 

### Stade N2
Le stade N2 correspond au sommeil léger. Les mouvements oculaires ont alors cessé. La fréquence des ondes cérébrales et le tonus musculaire diminuent. Le rythme cardiaque et la température corporelle diminuent également. 

### Stades N3 et N4
Les stades N3, voire N4, sont les plus difficiles à réveiller. Chaque partie du corps est alors détendue, la respiration, la tension artérielle et la température corporelle diminuent. 

### Stade de sommeil paradoxal
La National Sleep Foundation (NSF) analyse les différents stades du sommeil lent et leur importance. Elle décrit le sommeil paradoxal comme « un état unique, dans lequel les rêves surviennent généralement. Le cerveau est éveillé et le corps paralysé ». Ce stade unique survient généralement lorsque la personne rêve.

### Éveil
Le réveil non provoqué se produit le plus souvent pendant ou après une période de sommeil paradoxal, lorsque la température corporelle augmente.

## Durée

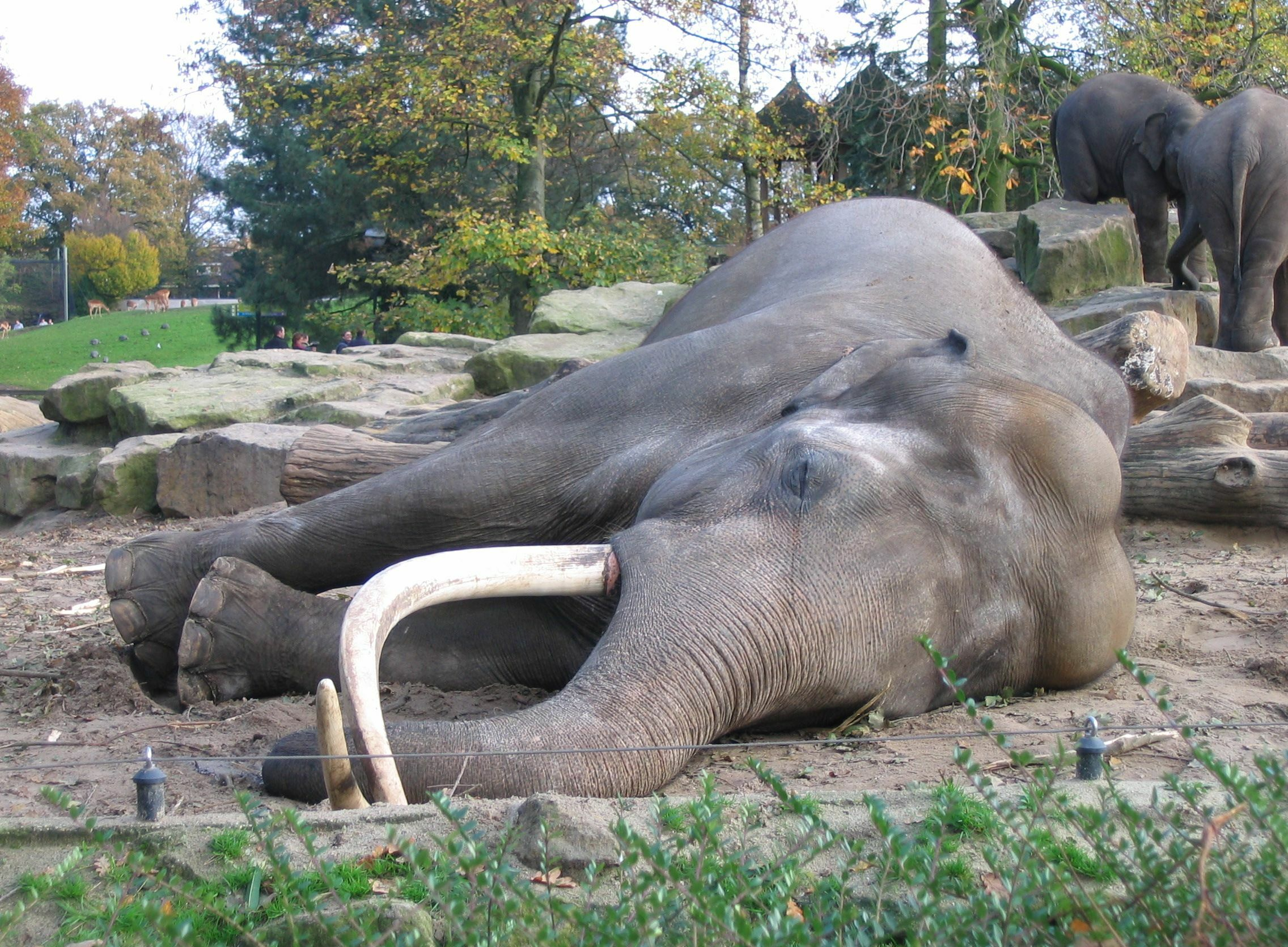
On estime que l'éléphant d'Asie en captivité (photo) a un cycle de sommeil de 72 minutes.

Chez les nourrissons, le cycle de sommeil dure environ 50 à 60 minutes. Sa durée moyenne augmente à mesure que l'humain grandit et devient adulte. Chez les chats, le cycle de sommeil dure environ 30 minutes, mais il est d'environ 12 minutes chez les rats. L'ontogénèse du cycle de sommeil semble proportionnelle aux processus métaboliques, qui varient en fonction de la taille de l'organisme. Cependant, des cycles de sommeil plus courts observés chez certains éléphants semblent invalider cette théorie,.
Le cycle peut être défini comme s'étendant de la fin d'une période REM à la fin de la suivante, ou du début du REM, ou du début de la phase non REM 2 (la décision de marquer les périodes fait une différence à des fins de recherche, en raison de l'inclusion ou de l'exclusion inévitable de la première phase NREM de la nuit ou de sa phase REM finale si elle précède directement le réveil).
Un sommeil de 7 à 8 heures comprend probablement cinq cycles, dont les deux du milieu ont tendance à être plus longs que le premier et le quatrième. Le sommeil paradoxal occupe une plus grande partie du cycle à mesure que la nuit avance.

## Continuation de cycles pendant l'état de veille
Ernest Hartmann a découvert en 1968 que les humains semblent maintenir un rythme ultradien d'environ 90 minutes tout au long d'une journée de 24 heures, qu'ils soient endormis ou éveillés. Selon cette hypothèse discutée, pendant la période de ce cycle correspondant au sommeil paradoxal, chaque individu a tendance à rêver davantage et offre moins de tonus musculaire, Kleitman et d'autres ont fait référence à ce rythme comme le cycle de base repos-activité, dont le « cycle du sommeil » serait une manifestation,. Le fait qu'une longue phase non-REM précède presque toujours le REM, quel que soit le moment du cycle où une personne s'endort, demeurent cependant une embuche pour cette théorie.

## Altération
Le cycle du sommeil s'est révélé résistant à toute altération systématique par les médicaments. Bien que certains  raccourcissent les périodes de sommeil paradoxal, ils n'en abolissent pas le rythme sous-jacent. La privation délibérée de sommeil paradoxal raccourcit temporairement le cycle, le cerveau passant plus facilement en sommeil paradoxal (le « rebond du sommeil paradoxal »), ce qui semble corriger la privation. Il existe différentes méthodes pour contrôler les altérations des cycles du sommeil :
- Éteindre toutes les lumières artificielles[12] : étant donné que la production naturelle de mélatonine peut être supprimée par une lumière vive, l’exposition à la lumière, même après le coucher du soleil[13], peut empêcher le corps de se sentir somnolent (et donc d’entrer dans la phase de sommeil).
- Pratiquer la méditation et la relaxation[14].
- Évitez la caféine avant de se coucher[15].